# Kafoumba Coulibaly
Pour les articles homonymes, voir Coulibaly.
Kafoumba Coulibaly, né le 26 octobre 1985 à Abidjan, en Côte d'Ivoire, est un footballeur international ivoirien qui évolue au poste de milieu défensif.

## Biographie
Avant de prendre la direction de la France au SC Bastia, ce jeune international espoir jouait au BEC Tero Sasana Football Club en Thaïlande. Il a également joué au KSK Beveren en Belgique et à l'ASEC Mimosas, où il a été formé.
« Kafou » a séduit dès ses débuts par ses qualités techniques qui en font à la fois un milieu défensif très physique mais également capable de jouer de manière précise vers l'avant.
Il inscrit le premier but de sa carrière en Ligue 1 d'une superbe volée contre l'Olympique de Marseille lors de la saison 2009-2010 de Ligue 1.
Le 26 février 2011, lors de la 25e journée du championnat de France de Ligue 1 saison 2010/2011, Kafoumba Coulibaly marqua un but magnifique pour son équipe, l'OGC Nice, face à l'AS Saint-Étienne à Geoffroy-Guichard. En effet, le milieu de terrain ivoirien, placé sur le côté droit à la 53e minute de jeu se retrouva proche de la ligne de corner et tenta de centrer fort au premier poteau. Mais à la place de cela, son tir de l'extérieur du pied droit se logea directement dans la lucarne gauche du portier stéphanois Jérémie Janot qui ne pouvait rien faire. Ce but de Kafoumba Coulibaly sera certainement l'un des plus beaux de la saison. À la fin de la rencontren le buteur avouera, très fair-play: "Je n'ai pas fait exprès, j'ai voulu la mettre fort au premier poteau, je l'ai prise de l'extérieur et c'est allé directement dans le but".
Durant l'été 2012, Kafoumba Coulibaly fait part de son souhait de quitter Nice. Après avoir joué le premier match de la saison 2012-13, il s’engage avec la formation turque d'Istanbul, récemment promue, Kasımpaşa Spor Kulübü.
En fin de contrat en juin 2015, il se retrouve sans club durant 2 saisons. Le 1er mai 2017, il signe un contrat avec le CA Bastia, club de national.

## Carrière
- 2000-2004 : ASEC Mimosas  Côte d'Ivoire
- 2004-2005 : KSK Beveren  Belgique
- 2005-2006 : Chonburi FC  Thaïlande
- 2006-2007 : BEC Tero Sasana  Thaïlande
- 2007-2008 : SC Bastia  France
- 2008-2012 : OGC Nice  France
- 2012-2015 : Kasımpaşa  Turquie[1]
- avr. 2017-2017 : CA Bastia  France